# Marly-sous-Issy
Marly-sous-Issy – miejscowość i gmina we Francji, w regionie Burgundia-Franche-Comté, w departamencie Saona i Loara.
Według danych na rok 1990 gminę zamieszkiwało 125 osób, a gęstość zaludnienia wynosiła 6 osób/km² (wśród 2044 gmin Burgundii Marly-sous-Issy plasuje się na 785. miejscu pod względem liczby ludności, natomiast pod względem powierzchni na miejscu 420.).